# Inga Dauškāne
Inga Dauškāne (ur. 12 kwietnia 1980 r.) – łotewska biegaczka narciarska, występująca w zawodach FIS Race, Pucharze Kontynentalnym, Pucharze Skandynawskim oraz Pucharze Słowiańskim. Była ona uczestniczką Mistrzostw Świata w Oslo oraz Val di Fiemme, a także Zimowych Igrzysk Olimpijskich w Soczi, w 2014 r.

## Osiągnięcia

### Igrzyska olimpijskie
| Miejsce | Dzień     | Rok  | Miejscowość     | Konkurencja                               | Czas biegu  | Strata      | Zwyciężczyni           | Źródło |
| ------- | --------- | ---- | --------------- | ----------------------------------------- | ----------- | ----------- | ---------------------- | ------ |
| 59.     | 11 lutego | 2014 | Krasnaja Polana | Sprint stylem dowolnym                    | 2:53.90 min | —           | Maiken Caspersen Falla | [ 1 ]  |
| 65.     | 13 lutego | 2014 | Krasnaja Polana | 10 km bieg indywidualny stylem klasycznym | 36:13.1 min | +7:55.3 min | Justyna Kowalczyk      | [ 2 ]  |

### Mistrzostwa Świata
| Miejsce | Dzień     | Rok  | Miejscowość   | Konkurencja                      | Czas biegu  | Strata | Zwycięzca         | Źródło |
| ------- | --------- | ---- | ------------- | -------------------------------- | ----------- | ------ | ----------------- | ------ |
| 70.     | 24 lutego | 2011 | Oslo          | Sprint stylem dowolnym           | 3:39,28 min | —      | Marit Bjørgen     | [ 3 ]  |
| 71.     | 21 lutego | 2013 | Val di Fiemme | Sprint stylem klasycznym         | 3:57,63 min | —      | Marit Bjørgen     | [ 4 ]  |
| 25.     | 24 lutego | 2013 | Val di Fiemme | Sprint drużynowy stylem dowolnym | 20:24,4 min | —      | Stany Zjednoczone | [ 5 ]  |